# NGC 2186
NGC 2186 je otvoreni skup  u zviježđu Orionu. 
- NGC 2187A

## Vanjske poveznice
- SEDS: NGC 2186